# اندیس آنومالی چشمه دزد
آنومالی چشمه دزد یک اندیس فلزی است که در حوالی شهر سبزواران استان کرمان قرار دارد و مادهٔ معدنی موجود در آن، طلا است.  